# Karl-Axel Häglund
Karl-Axel Häglund, född den 11 juni 1927 i Göteborg, död 19 september 1986 i Vasa församling i Göteborg, var en svensk författare.

## Biografi
1952 grundade han kulturföreningen Studio Paravan tillsammans med Torbjörn Thörngren. Föreningen, med sitt säte på Bergsgatan 7 i Göteborg, hade fokus på experimentell lyrik, musik och konst, och gav ut en tidskrift, böcker och organiserade konserter. Han var även aktiv i Göteborgs författarsällskap.
Från slutet av 1940-talet och fram till början av 1980-talet gav Häglund ut ett antal noveller och romaner, exempelvis Operation safari från 1960, där han med återhållen ironi debatterade politiska samhällsproblem. Han skrev även dramatik, bland annat Flickan i Havanna som sattes upp på Atelierteatern 1963 och på Teater Ferm 1969  och radiopjäsen Vem kan segla förutan vind inspelad av Radio Göteborg 1979.
Häglund var även anställd på apotek och vid teatern, samt arbetade som laborant vid Svenska Oljeslageri AB i Mölndal.
Karl-Axel Häglund är begravd på Västra kyrkogården i Göteborg.

## Priser och utmärkelser
- 1954 – Eckersteinska litteraturpriset
- 1960 – Boklotteriets stipendiat

## Diskografi
- 1970 – Västsvenska Diktarröster - 25 År Göteborgs Författarsällskap 1945-1970 (LP)[5]